# Kajafas

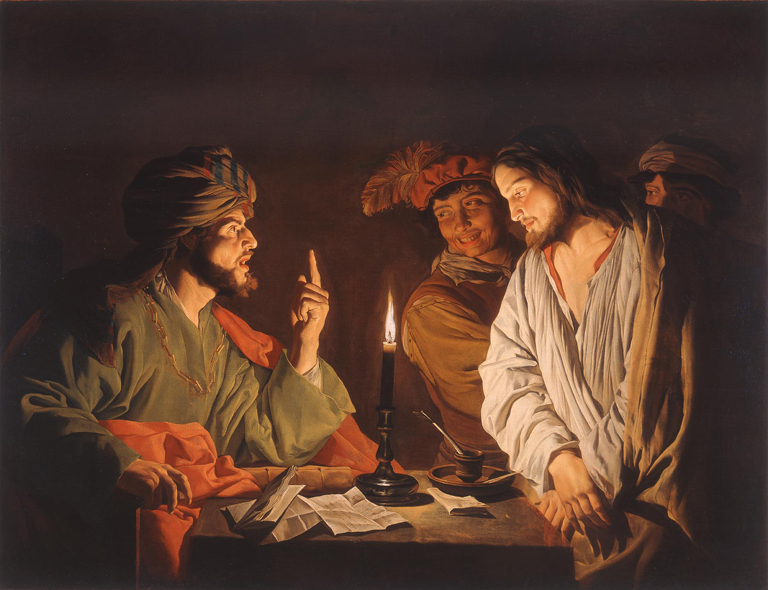
Kristus inför Kajafas, målning av Matthias Stom, cirka 1630.

Yosef Bar Kayafa (hebreiska יוסף בַּר קַיָּפָא, Josef, son av Kajafas), också känd som bara Kajafas (grekiska Καϊάφας) i Nya Testamentet, utsågs till överstepräst i Jerusalem av Valerius Gratus år 18 e.Kr. och innehade ämbetet till påsken år 37 e.Kr. då han avsattes av Lucius Vitellius, som ersatte honom med först hans svåger Jonatan och några veckor senare dennes bror Teofilus. Kajafas var svärson till den framträdande översteprästen Hannas.

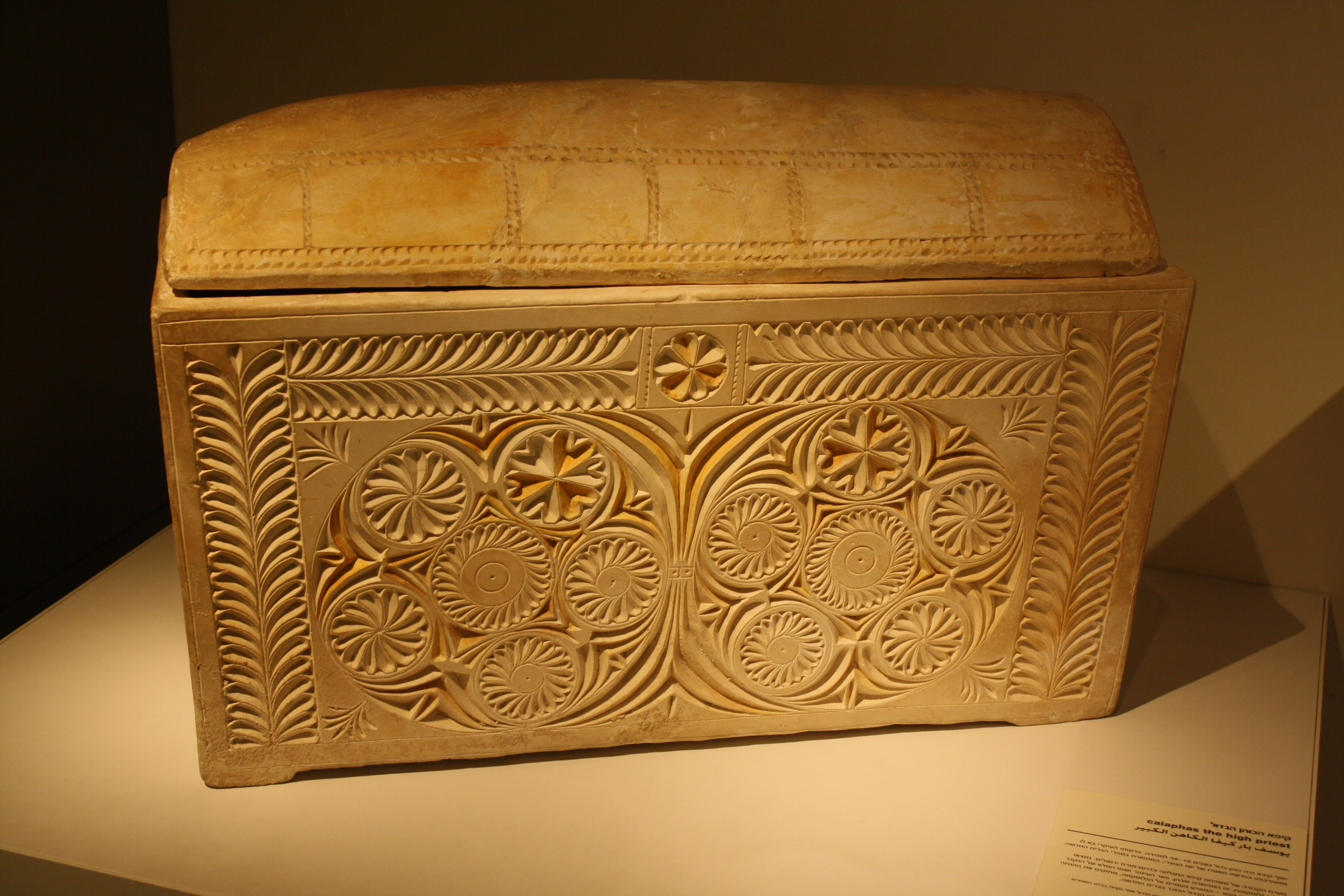
Kajafas ossuarium.

Enligt delar av Nya Testamentet spelade Kajafas en avgörande roll vid rättegången mot Jesus efter dennes arrestering i Getsemane. Han förklarade att Jesus hade hädat när denne förklarade sig vara Messias (Matteusevangeliet 26:57–65). Jesus överlämnades till de romerska myndigheterna som under ståthållaren Pontius Pilatus fann honom skyldig till förräderi. Matteus- och Johannesevangeliet (dock inte Markus- eller Lukasevangeliet) nämner Kajafas i samband med Jesu korsfästelse.
Kajafas kvarlevor påträffades 1990 i en familjegrav några kilometer söder om dagens Jerusalem.